# アーロン・ピアソル
アーロン・ウェルズ・ピアソル（Aaron Wells Peirsol、1983年7月23日 - ）は、アメリカ合衆国カリフォルニア州アーバイン出身の競泳選手。100m、200m背泳ぎ世界記録保持者。妹のヘイリー・ピアソルも競泳選手。

## 経歴
17歳で初出場したシドニーオリンピックでは200m背泳ぎで、銀メダルを獲得。2001年の福岡世界選手権では200m背泳ぎで金メダルを獲得する。2002年にはレニー・クレーゼルバーグが持っていた200m背泳ぎの世界記録（当時）1分55秒87を0.72秒更新する1分55秒15の世界新記録（当時）を樹立する。
アテネオリンピックでは100m背泳ぎ、200m背泳ぎともに金メダル、メドレーリレーを含む3冠に輝いた。メドレーリレーの第一泳者として53秒45の世界記録（当時）を更新した。
2005年のモントリオール世界選手権でも100m背泳ぎ、200m背泳ぎ、メドレーリレーの3冠に輝くが、2007年のメルボルン世界選手権では100m背泳ぎで金メダルを獲得したものの、200mでは自らの世界記録（当時）を更新する1分54秒32を出した、ライアン・ロクテに敗れ、銀メダルに終わった。メドレーリレーは予選を泳いだ選手の引き継ぎ違反により失格となった。
2008年北京オリンピックでは100m背泳ぎでは世界新記録（当時）で優勝したものの、200mではロクテに敗れ銀メダルに終わった。メドレーリレーでは世界新記録で金メダルを獲得した。
2009年7月に行われた全米選手権の100m背泳ぎで51秒94、200m背泳ぎでの世界新記録を達成した。
2010年に現役を引退した。

## 泳法違反指摘と失格騒動
2004年アテネオリンピックの100m平泳ぎで金メダルを獲得した日本の北島康介がドルフィンキックを打っていて泳法違反ではないかと指摘した。ハンセンや米国チームは問題にしなかったので心理作戦とみられていた。その後自らの200m背泳ぎの決勝で2位選手に大差をつけて1着でゴールしたものの、泳法違反で一時失格とされた。しかし手続きの不備があり、失格が取り消され優勝が認められた。
紛らわしいことからルールが改正され、2006年シーズンからスタートとターン直後に限りドルフィンキックを1回だけ打つことを認める変更がされた。

## 自己ベスト
- 100m 背泳ぎ : 51秒94（2009年全米選手権、元世界記録）
- 200m 背泳ぎ : 1分51秒92（2009年世界選手権、世界記録）